# Mount Pleasant (Arkansas)
Mount Pleasant – miasto w Stanach Zjednoczonych, w stanie Arkansas, w hrabstwie Izard.